# Delbrück
Delbrück is een stad en gemeente in de Duitse deelstaat Noordrijn-Westfalen, gelegen in de Kreis Paderborn. De gemeente Delbrück telt 32.039 inwoners (31 december 2020) op een oppervlakte van 157,27 km².

## Stadsdelen van Delbrück; bevolkingscijfers

Stadsdelen van Delbrück

- Anreppen (per 31-12-2019: 1.487 inwoners)
- Bentfeld (1.345)
- Boke (2.670)
- Delbrück (12.236)
- Hagen (2.536)
- Lippling (2.183)
- Ostenland (3.010)
- Schöning (1.520)
- Steinhorst (823)
- Westenholz (3.949)

Totaal aantal inwoners ultimo 2019: 31.759. Bron bevolkingscijfer: Website gemeente, administratief jaarverslag 2019.
Lippling, Schöning en Steinhorst vormden tot en met 1974 een aparte gemeente Westerloh.
Westerloh en alle 7 andere hiervoor genoemde stadsdelen waren totdat zij in het kader van de gemeentelijke herindeling bij Delbrück gevoegd werden, op 1 januari 1975,  zelfstandige gemeenten.

## Ligging, verkeer, vervoer
De gemeente Delbrück ligt, evenals buurgemeente Hövelhof, in een tamelijk vlak gebied, waar van nature veel heideland en moeras voorkomt. De bodem is rijk aan kalk en mergel. Dit gebied wordt in de regio wel Eemszandvlakte genoemd en maakt deel uit van een groter laagland met de naam Westfaalse Bocht.

### Naburige grote steden
- Paderborn (15 kilometer oostwaarts)
- Lippstadt (20 kilometer zuidwestwaarts)
- Gütersloh (27 kilometer noordwestwaarts)
- Bielefeld (35 kilometer noordwaarts).

### Buurgemeenten
- Rietberg
- Hövelhof
- Paderborn
- Lippstadt
- Salzkotten

### Wegverkeer
Ten oosten van Delbrück, even buiten Paderborn, is afrit 27 van de Autobahn A33.
Door de gemeente loopt van Rheda-Wiedenbrück in het west-noordwesten naar Paderborn in het oost-zuidoosten de Bundesstraße 64.

### Openbaar vervoer
Het openbaar vervoer is beperkt tot een regelmatige busverbinding Paderborn- Anreppen- Delbrück- Westenholz v.v.. Op werkdagen zijn ook o.a. Boke en Lippling overdag ieder uur per bus vanuit Delbrück bereikbaar.  Te Paderborn staat het dichtstbij gelegen spoorwegstation. Daarnaast rijden er school- en buurtbussen met, vooral in het weekend, een zeer beperkte frequentie. De gemeente ligt niet ver van de regionale luchthaven Flughafen Paderborn Lippstadt.

### Waterwegen
Door het noordelijk gedeelte van de gemeente Delbrück loopt een deel van de bovenloop van de Eems. Meer zuidelijk in de gemeente loopt van oost naar west de Lippe. Van beide rivieren lopen ook enkele zijbeken door de gemeente. Verder zijn er in de 19e eeuw enkele afwateringskanalen in het drassige land aangelegd. Geen van deze waterlopen is van belang voor de scheepvaart. Op de Lippe mogen hier en daar kano's en kleine roeibootjes varen. Van diverse waterlopen zijn de oevers ecologisch waardevol en maken deel uit van natuurgebieden.

## Economie
De gemeente Delbrück kent meubelindustrie van belang (ten minste 5 middelgrote fabrieken). In de metaalsector zijn twee fabrieken van meer dan regionaal belang vermeldenswaard, waarvan er één metalen, geëmailleerde badkuipen e.d. maakt en een andere allerlei aluminium producten maakt en bewerkt.
Daarnaast is er een Paragon genaamde, tamelijk grote onderneming in Delbrück gevestigd, die elektronische auto-onderdelen maakt. Aan dit bedrijf gelieerd is een kleine autofabriek, die voornamelijk exclusieve sportwagens bouwt in kleine series, en een fabriek van accu's en batterijen voor in auto's, heftrucks en andere logistieke hulpvoertuigen. Al deze drie ondernemingen zijn in de 21e eeuw al eens failliet gegaan en hebben daarna doorstarts gemaakt.
Voor het overige worden de bedrijventerreinen in de gemeente gebruikt door ondernemingen in het midden- en kleinbedrijf van alleen regionaal of plaatselijk belang.

## Geschiedenis

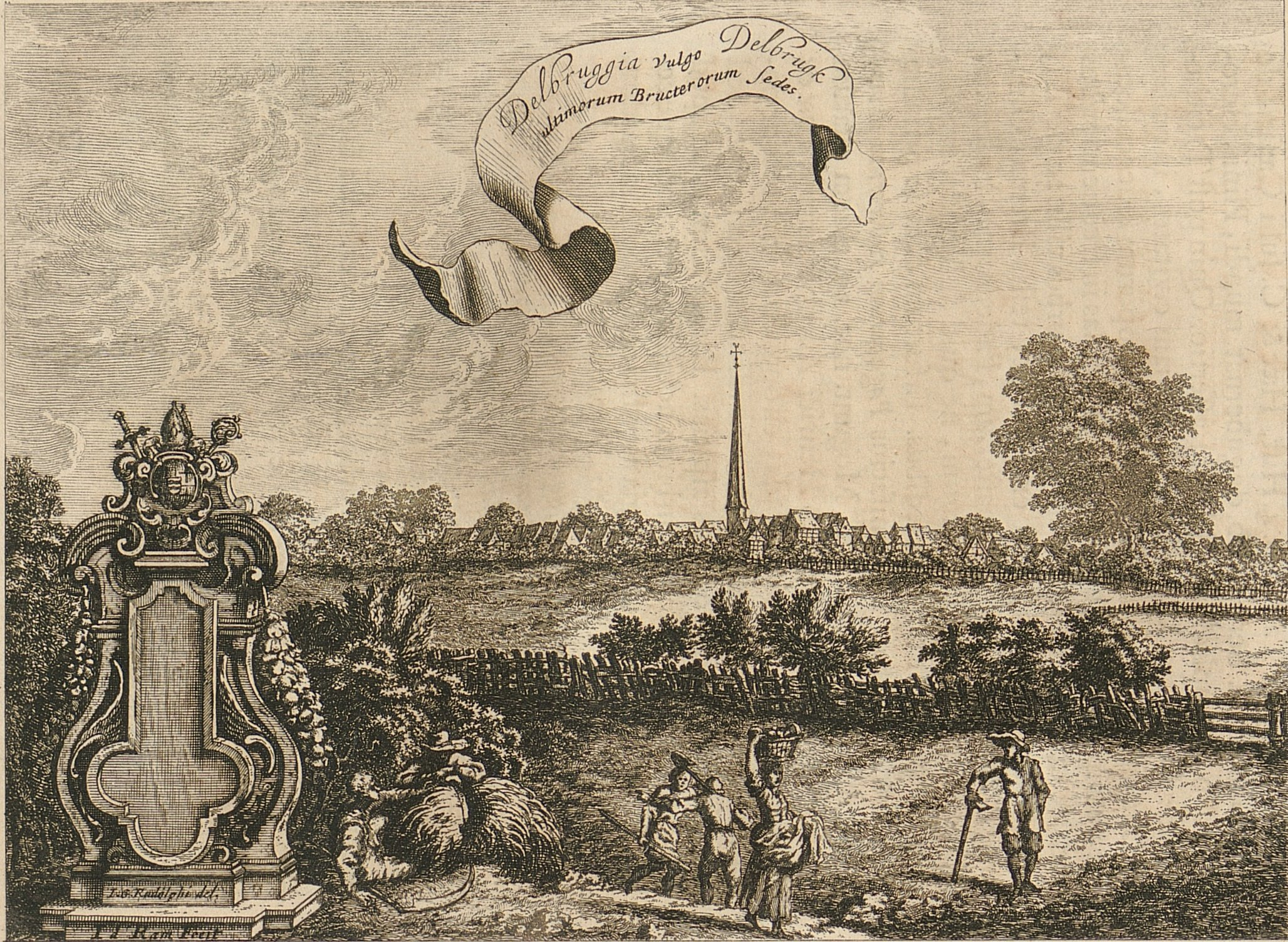
Delbrück in de 17e eeuw (Johann Georg Rudolphi)

In 1968 werden bij archeologisch onderzoek aan de Lippe ten zuiden van het dorp Anreppen restanten van een Romeins legerkamp ontdekt. Het kamp was 23 hectare groot, kon zesduizend militairen herbergen en is gedateerd op omstreeks het jaar 5 (dus vier jaar voor de Slag in het Teutoburger Woud). Ter plaatse lag vermoedelijk een kruispunt van twee Romeinse heirwegen, waarvan 1 langs de Lippe.
Delbrück en de meeste dorpen daaromheen, die tot de huidige gemeente behoren, zijn in de 13e eeuw ontstaan rondom kerkjes binnen het kerkelijk en wereldlijk gebied van de bisschoppen van Paderborn. Vanaf de 12e eeuw tot 1803 lag Delbrück in dit prinsbisdom. Met uitzondering van een circa 80 jaar durende onderbreking in de 16e eeuw is dit gebied steeds de Rooms-Katholieke Kerk trouw gebleven. Nog steeds is de overgrote meerderheid van de christenen in de gemeente Delbrück katholiek. Sedert 1496 is Delbrück een bedevaartsoord (Heilig-Kruis-processies).
Het stadje, dat in een grensgebied met door de Graafschap Mark en door het Keurvorstendom Keulen gecontroleerd gebied lag, werd talrijke keren getroffen door verwoesting tijdens oorlogen, o.a. in 1410, 1590, 1604 en tijdens de Dertigjarige Oorlog. Delbrück verwierf in 1610 het marktrecht. Of, en zo ja, wanneer Delbrück volledig stadsrecht verkreeg, is onbekend.
Na de val van Napoleon Bonaparte in 1815 werd Delbrück Pruisisch. Vanaf 1871 maakte het deel uit van het Duitse Keizerrijk.
Het heidelandschap in de omgeving was in het verleden heuvelachtiger dan tegenwoordig. In de periode tot omstreeks 1960 werd veel zand in deze streek afgegraven als grondstof voor de wegenbouw en bouwnijverheid. Met name langs de Lippe zijn in de 20e eeuw in het oosten van het gemeentegebied door zand- en grindafgravingen enige kleine meren ontstaan.
Kort na de Tweede Wereldoorlog vestigden zich te Delbrück veel Heimatvertriebene, onder wie veel lutheranen, zodat rond 1950 voor het eerst een evangelisch-lutherse kerkgemeente ontstond.
Een Amerikaanse militaire helikopter van Sikorsky, type S-65 of CH-53, stortte op 26 september 1975 neer tussen Delbrück en Westenholz. Deze vliegramp kostte 16 militairen het leven.

## Bezienswaardigheden
- De rooms-katholieke Johannes-de-Doperkerk (in de 12e-14e eeuw gebouwd in gotische stijl en in de vroege 21e eeuw grondig gerestaureerd) te Delbrück, met bezienswaardig interieur, waaronder een piëta uit de 14e eeuw en een crucifix, waarin in 1496 een relikwie van het Heilig Kruis is verwerkt; sindsdien is de Johannes-de-Doperkerk doel van bedevaarten en Heilig-Kruis-processies.
- In de rooms-katholieke St. Landelinuskerk te Boke, die in de 12e eeuw in romaanse stijl gebouwd werd, en in 1891 en 1921 werd uitgebreid, bevindt zich het gouden reliekschrijn met daarin de arm van St. Landelinus. Daarnaast bezit de kerk o.a. een 15e-eeuwse piëta.
- Delbrück heeft, evenals o.a. Geseke, een groot, vierkant kerkplein, dat tot en met de 18e eeuw een kerkhof was. Daaromheen staan talrijke schilderachtige vakwerkhuizen.
- Romeins legerkamp, ten zuiden van Anreppen: In 2009 is de vindplaats van informatiepanelen voorzien en is een fietsroute en een parcours voor de wielersport erlangs gelegd. Enkele verdedigingswallen e.d. van het kamp zijn gereconstrueerd.
- Het natuurschoon van de gemeente bestaat vooral uit wetland-, moeras- en heidegebieden, o.a. het door een begaanbare ringdijk omgeven wetland-natuurreservaat Steinhorster Becken ten westen van Steinhorst, waar tal van waadvogels en libellen voorkomen. Hierlangs lopen enkele wandel- en fietsroutes. Een ander natuurreservaat, het 121,77 hectare grote gebied Erdgarten-Lauerwiesen ligt ten oosten van Ostenland, echter voor het grootste deel op grondgebied van de buurgemeente Hövelhof. Het is een ecologisch waardevol wetland, waar vogels als de wulp, de kievit en de wielewaal voorkomen. In de beken in het gebied komen o.a. de vis Cottus gobio en de beekforel voor.
- Een kilometer ten noorden van het dorp Schöning ligt een acht hectare grote dierentuin, die o.a. diverse grote katachtigen, lama's en roofvogels bezit. Naast de dierentuin ligt een camping.
- Dicht bij het dorp Lippling ligt  Wohnpark Lippling , een vakantiehuisjespark.
- Aan de provinciale weg van Sudhagen westwaarts richting Lippstadt ligt Das gastliche Dorf, dat uit enige elders afgebroken en hier zorgvuldig herbouwde boerderijen bestaat, hoofdzakelijk  uit de 18e eeuw. Het bijbehorende restaurant is door de covid-19-crisis in 2020 gesloten. In feite is dit een zeer klein openluchtmuseum.
- Delbrück, dat in zijn directe omgeving geen heuvels van betekenis heeft, ligt aan talrijke langeafstands-fietsroutes.
- De stad staat bekend om haar uitbundige carnavalviering.
- Voetbalclub Delbrücker SC speelt in het Stadion Laumeskamp

## Belangrijke personen in relatie tot de gemeente

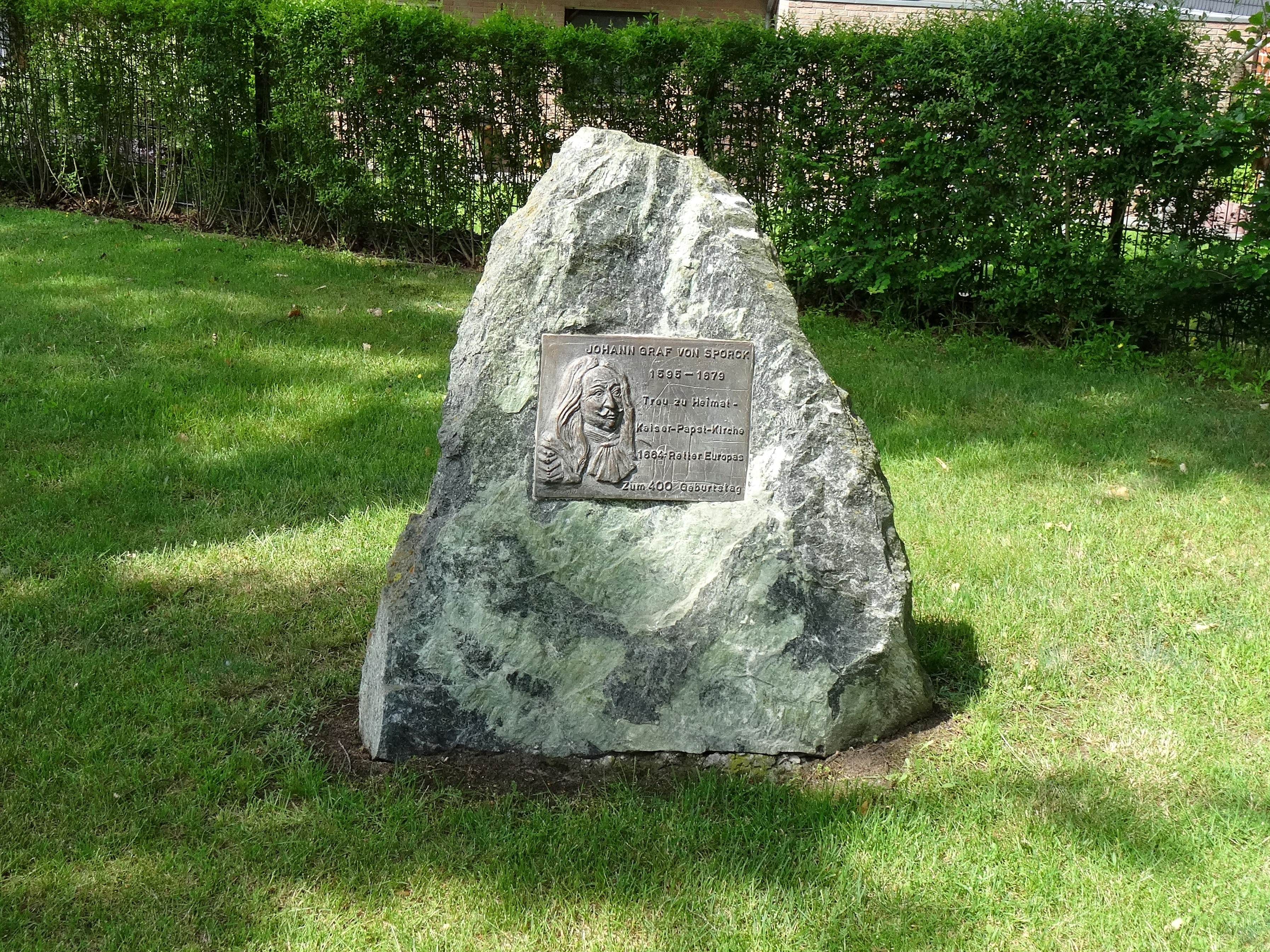
Delbrück, gedenksteen Johann von Sporck

- Johann von Sporck, vanaf 1647 Freiherr (baron), vanaf 1664 graaf von Sporck (* 6  januari 1600[4] op de Sporckhof in Schöning, tegenwoordig gemeente Delbrück; † 6 augustus 1679 op kasteel Hermannstädtel, Bohemen) Beiers, later Oostenrijks militair, hoogste rang: generaal van de keizerlijk-Oostenrijkse cavalerie. Von Sporck was beroemd om zijn militaire moed, en verkreeg om die reden tweemaal een adellijke titel. Von Sporck streed aan katholieke zijde in de Dertigjarige Oorlog, o.a. in 1620 in de Slag op de Witte Berg, en was daarna o.a. in een oorlog tegen het Osmaanse Rijk succesvol.[5] In Delbrück is een straat naar Von Sporck genoemd en een gedenksteen te zijner ere opgericht.
- Helmut Schröder (* 1 maart 1988 in Hagen (Delbrück)), oud-profvoetballer; van 1977-1988 middenvelder bij Arminia Bielefeld
- Martin Amedick (geb. in 1982), profvoetballer

## Galerij

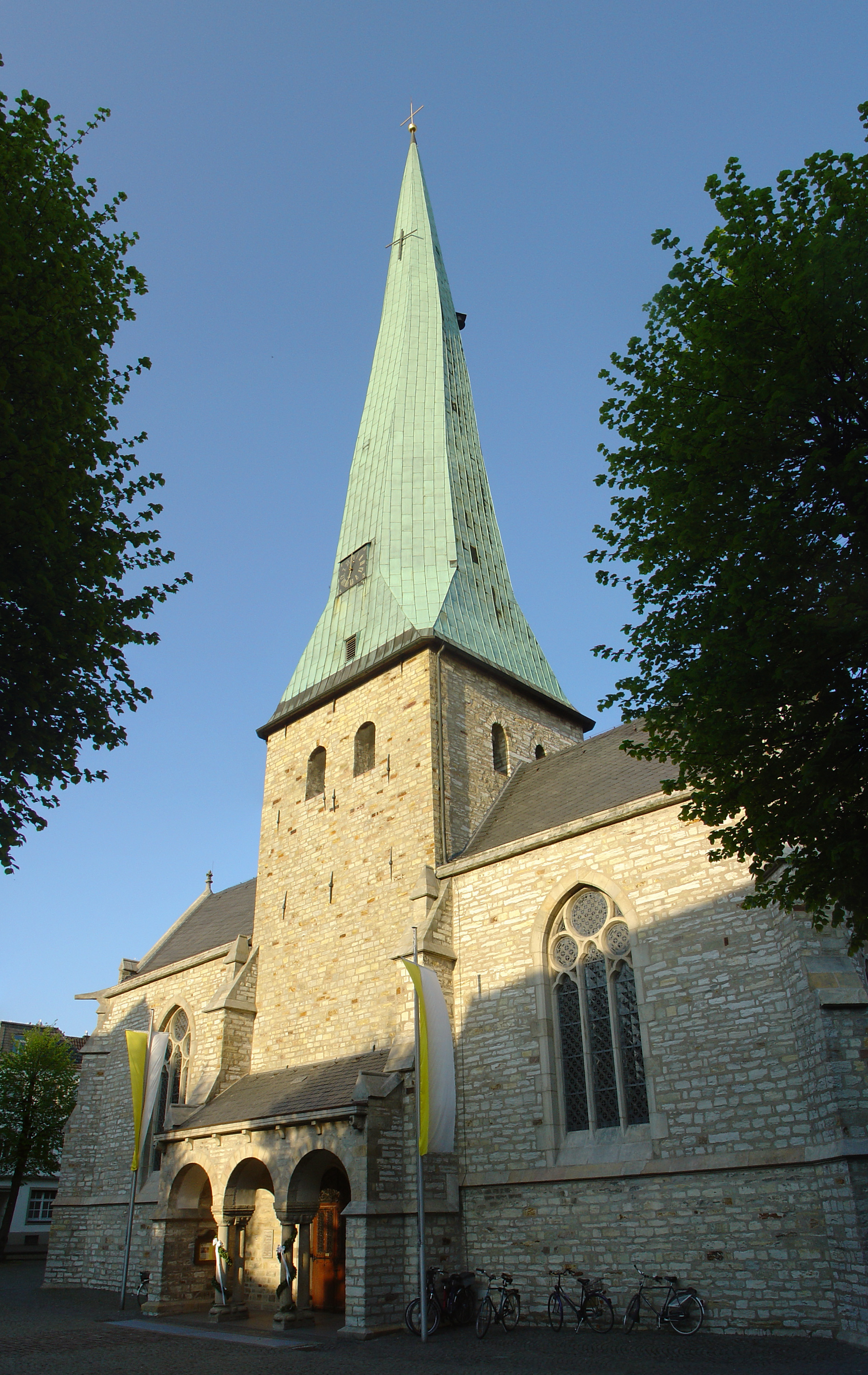
Johannes-de-Doperkerk met gedraaide toren
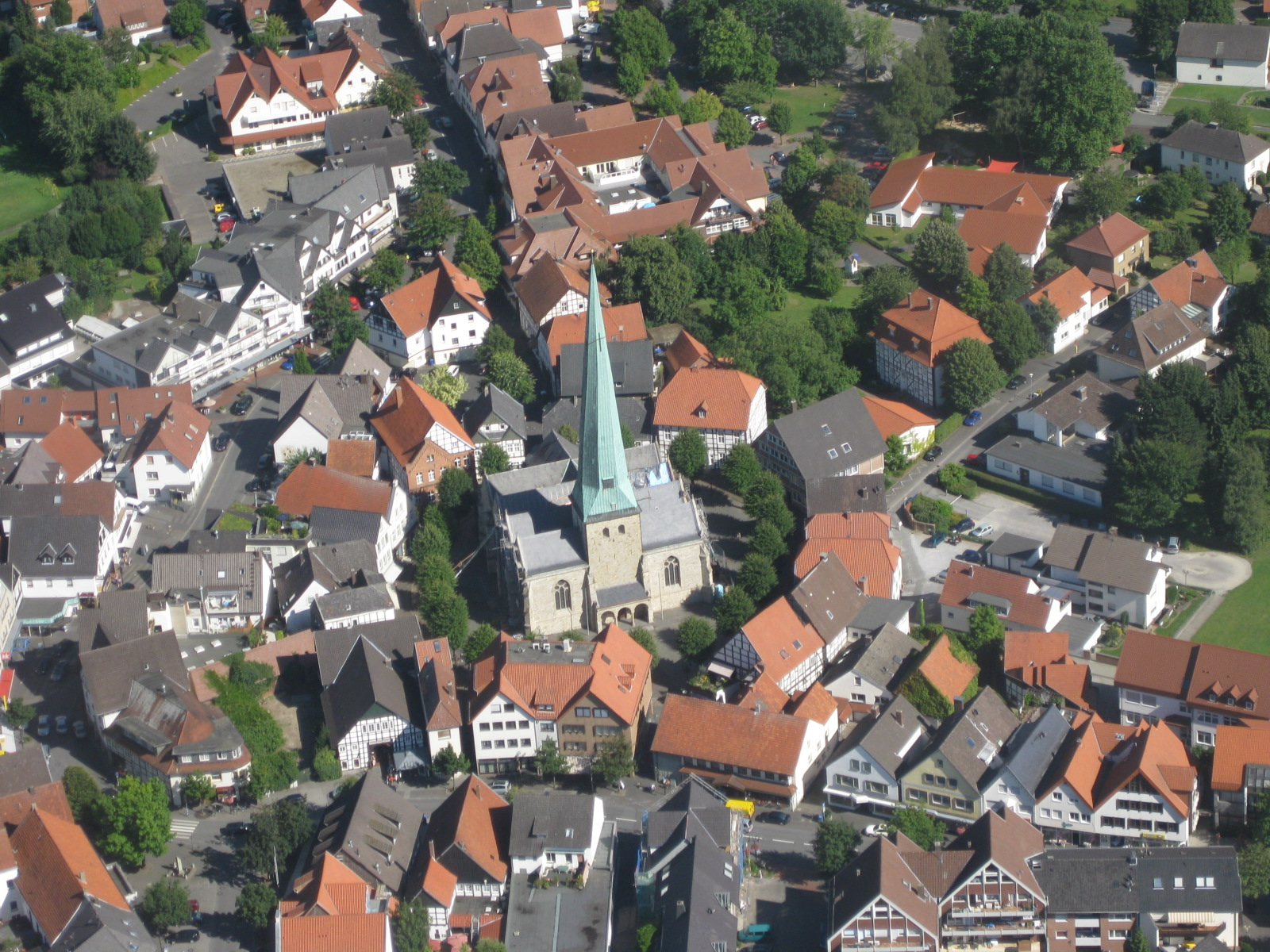
De kerk vanuit de lucht
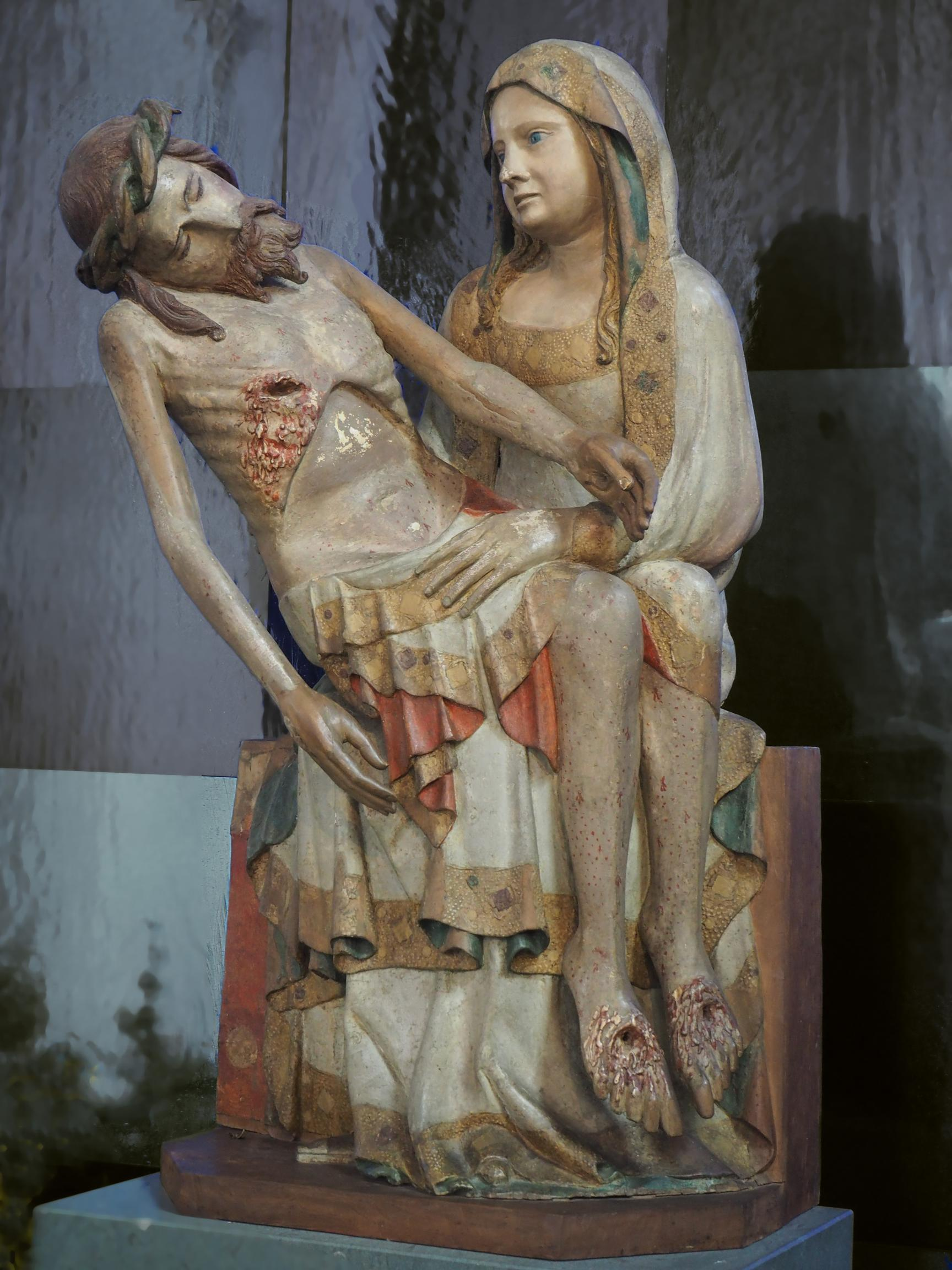
Piëta in deze kerk
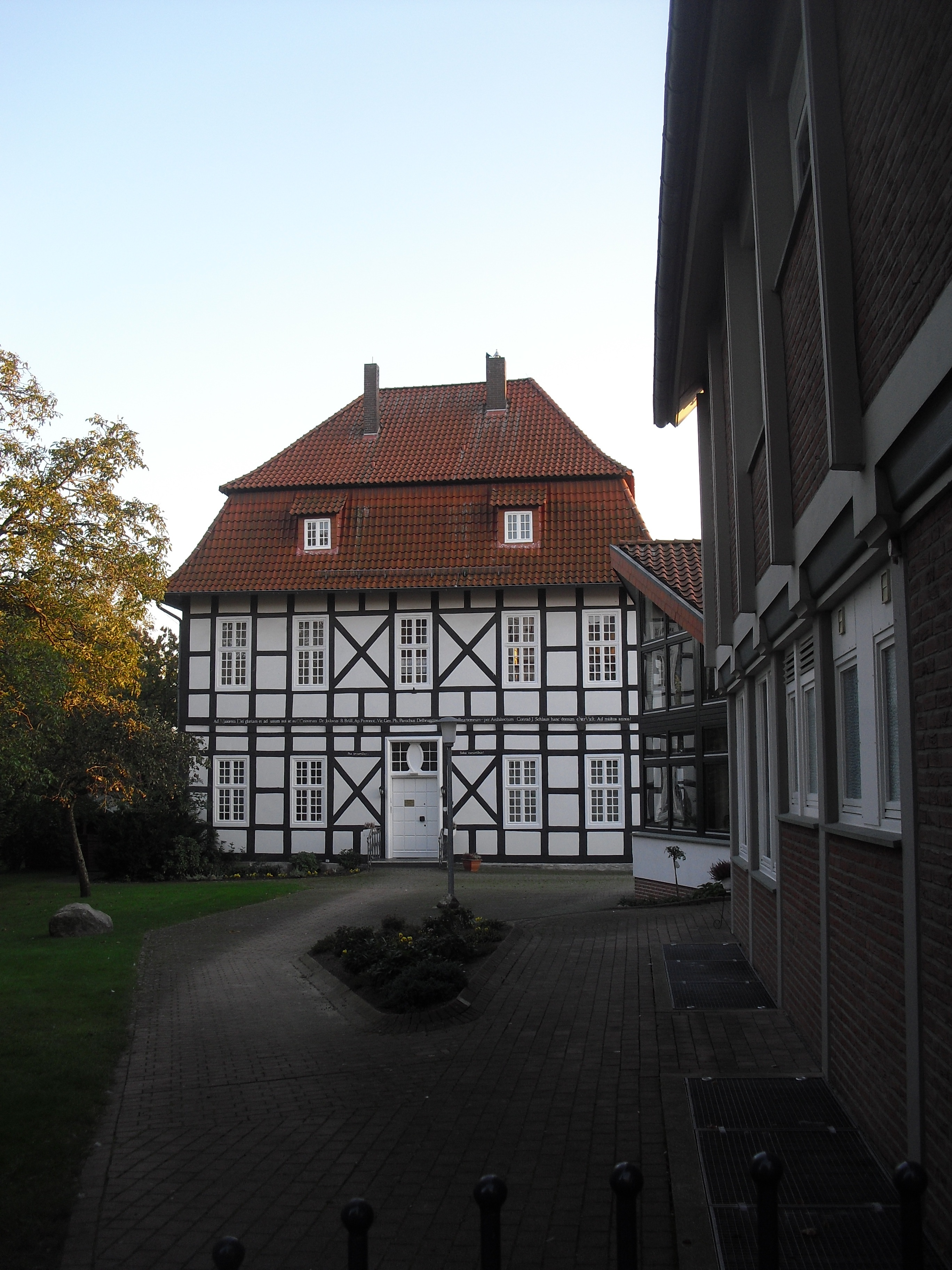
De pastorie van deze kerk
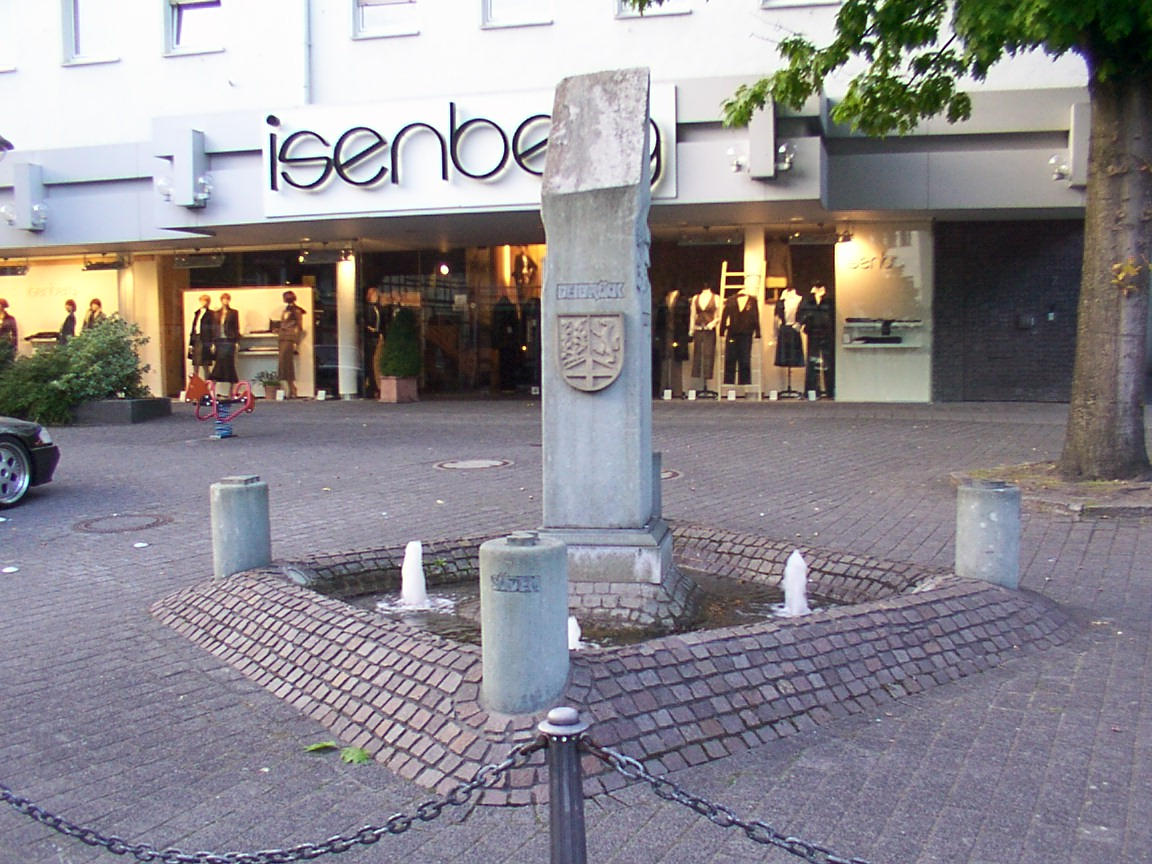
Fontein op de oude markt
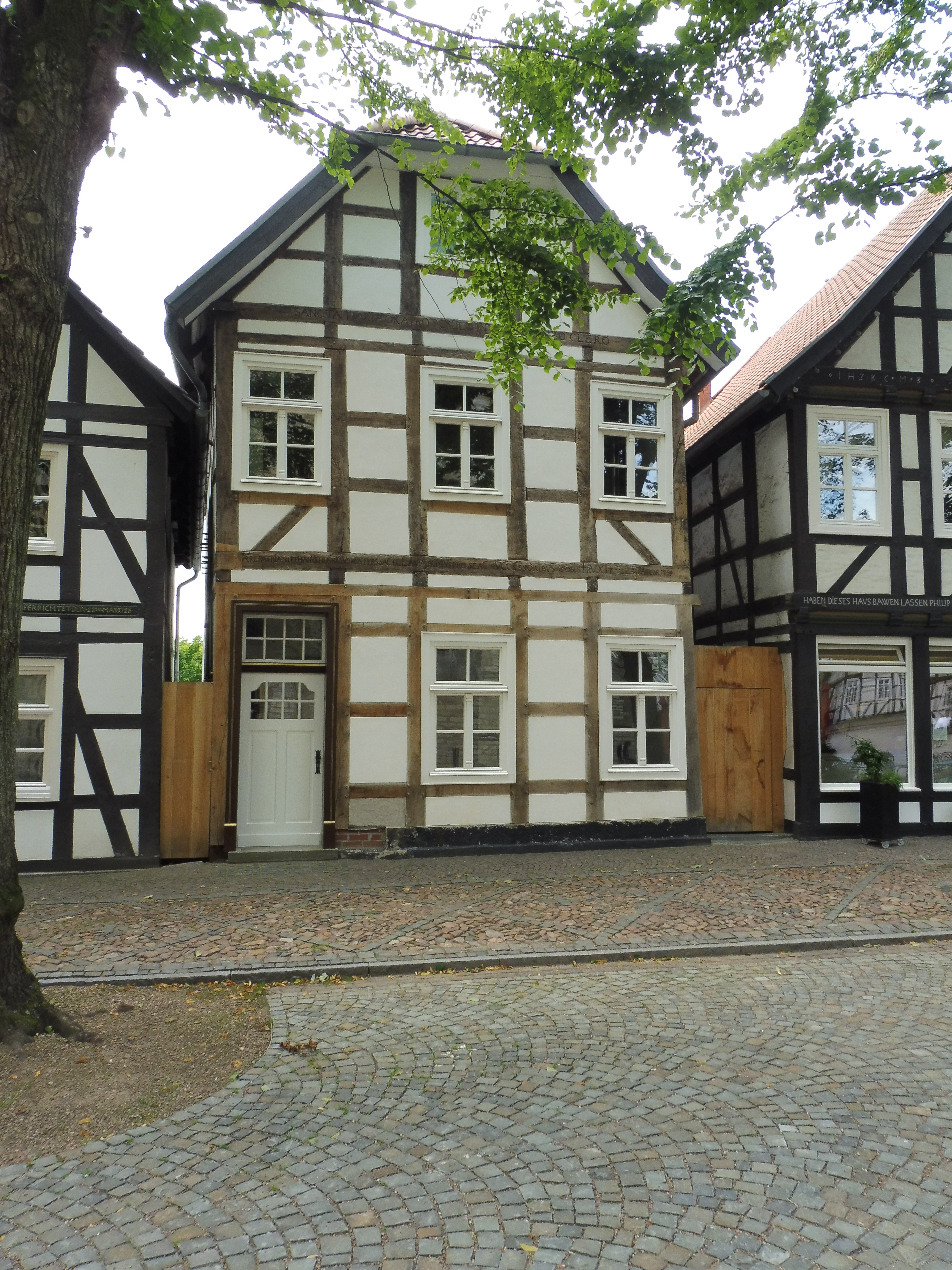
Eén van de typerende vakwerkhuizen aan de Kirchplatz te Delbrück
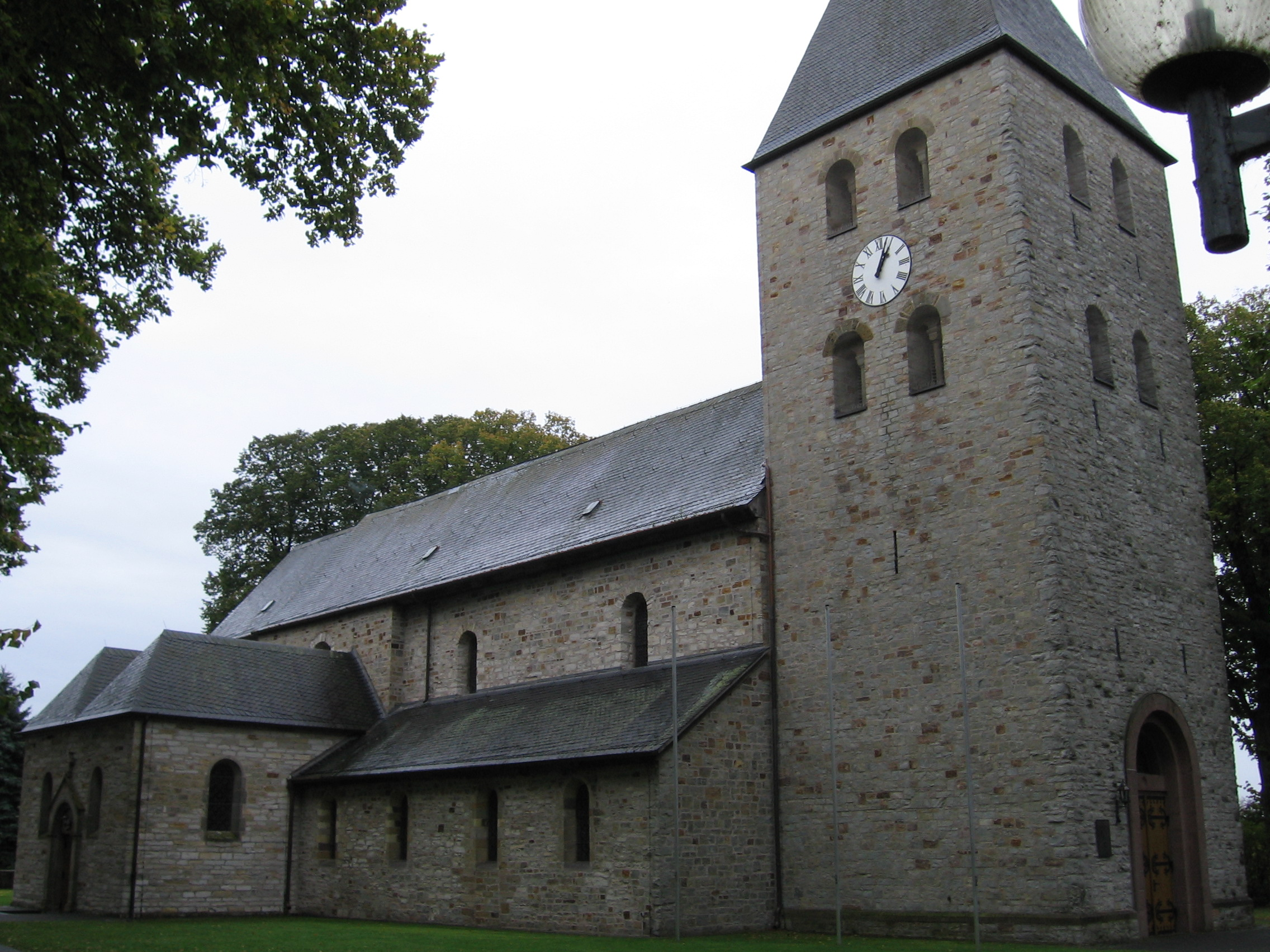
St. Landelinuskerk te Boke
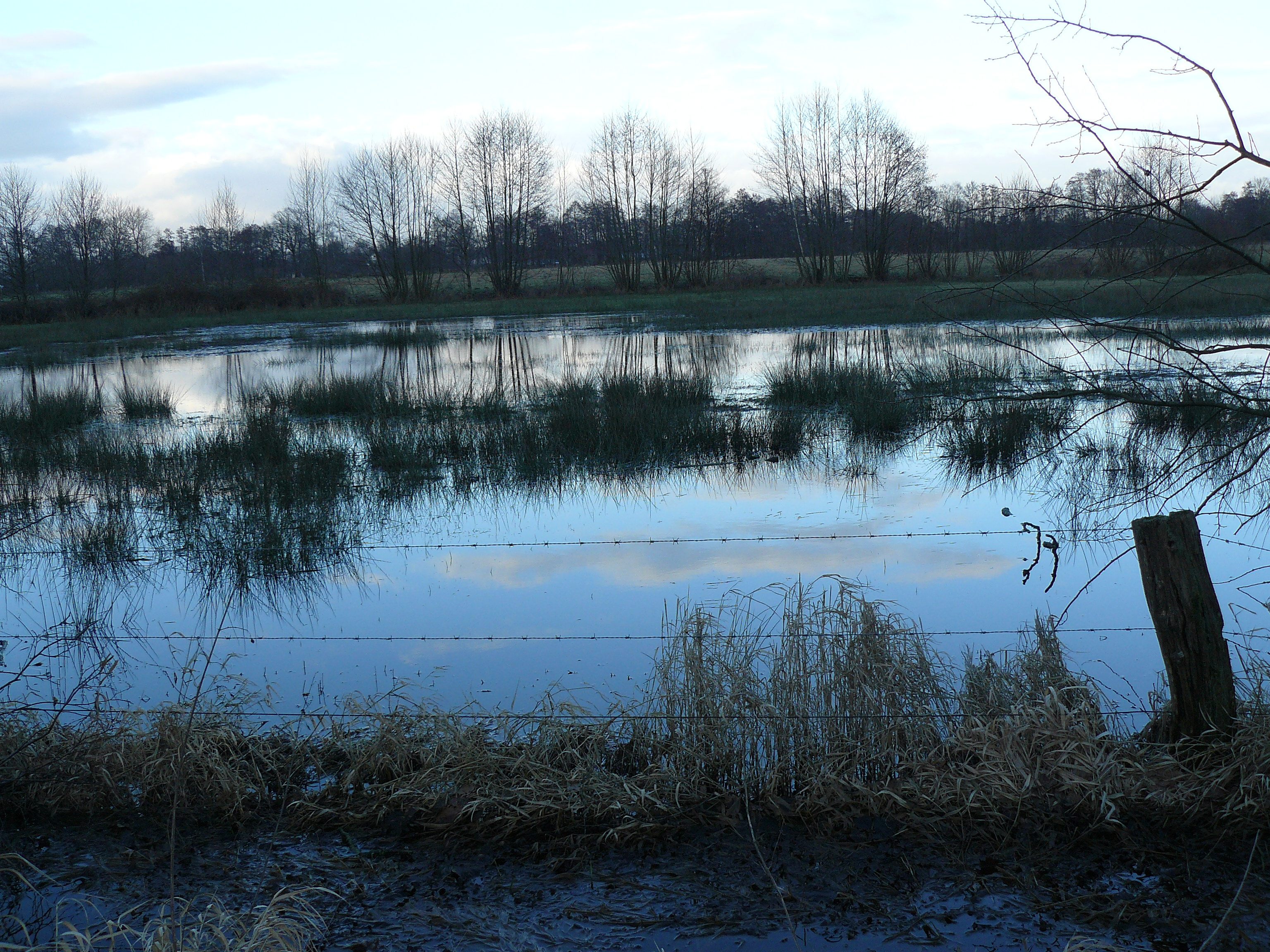
Natuurreservaat Erdgarten-Lauerwiesen bij Ostenland

## Partnergemeentes
Er bestaan jumelages met:
- Roncq (Frankrijk)
- Zossen (Duitsland, deelstaat Brandenburg).
- Het Stadtteil Boke heeft een jumelage met Quérénaing in Noord-Frankrijk.
- Het Stadtteil Westenholz heeft sedert 1996 een jumelage met Budakeszi, een voorstad van Boedapest, in Hongarije.